# Guillaume Le Gentil
Guillaume Joseph Hyacinthe Jean-Baptiste le Gentil de la Galaisière (Coutances, 12 september 1725 – Parijs, 22 oktober 1792) was een Frans astronoom. Hij ontdekte in 1749 het elliptische dwergsterrenstelsel M32 en de Lagunenevel. In hetzelfde jaar herontdekte hij de al eerder waargenomen M38 sterrenhoop.
Le Gentil is echter vooral bekend van zijn onfortuinlijke reis naar Indië om de Venusovergangen van 1761 en 1769 waar te nemen. Wegens oorlog, weersomstandigheden en ziekte slaagde hij er niet in de gevraagde waarnemingen te verrichten. Le Gentil compenseerde dit wel door andere natuurhistorische onderzoekingen, maar veel van zijn meegebracht materiaal ging verloren. Zijn reis duurde meer dan elf jaar en werd daardoor een van de langste astronomische expedities van voor het begin van de ruimtevaart.

## Levensloop
Le Gentil was in 1745 naar Parijs gekomen om er theologie te studeren. Hij raakte echter al snel in de ban van de astronomie en woonde de lessen bij van de Franse astronoom Joseph-Nicolas Delisle (1688 - 1768) aan het Collège de France. In 1750 werd hij op voorspraak van Jacques Cassini (1677-1756) assistent aan het Observatorium van Parijs bij diens zoon Cassini de Thury (1714-1784) en in 1753 werd hij opgenomen in de Franse Academie der Wetenschappen.
Le Gentil werd in 1760 op voordracht van de Academie door de Regering benoemd om deel te nemen aan een van de expedities die de Venusovergang van 6 juni 1761 zouden gaan observeren. Dit maakte deel uit van een internationale inspanning om de afstand van de aarde tot de zon te meten aan de hand van de Venusovergangen van 1761 en 1769, geobserveerd vanaf verschillende plaatsen op de wereld. De methode was in 1716 uitgewerkt en voorgesteld door Edmond Halley (1656-1742), die wist dat hij dit zelf niet meer zou kunnen meemaken. Het was een unieke kans om eindelijk de werkelijke omvang van het zonnestelsel te kunnen bepalen.
Op 26 maart 1760 vertrok Le Gentil in Brest aan boord van de Berryer van de Franse Compagnie des Indes op expeditie naar Pondicherry in Indië, destijds in Frans bezit. Door oorlogs- en weersomstandigheden kon Le Gentil de waarnemingen niet doen. Na een reis van elf jaar, zes maanden en dertien dagen zette hij op 8 oktober 1771 terug voet op Franse grond. De acht koffers met natuurhistorisch materiaal, die hij op Isle de France in bewaring had gegeven met de bedoeling ze achterna te sturen, bleken spoorloos en Le Gentil kon ze niet recupereren.
Terug in Parijs vernam Le Gentil dat hij geschrapt was als lid van de Academie vanwege zijn lange afwezigheid. Op 28 februari 1772 kon hij er echter zijn plaats opnieuw innemen. Tijdens de lange reis was de moeder van Le Gentil overleden. Dat was de aanleiding voor de erfgenamen om de nalatenschap te betwisten. Het gerucht werd verspreid dat Le Gentil was overleden. In Coûtances verloor Le Gentil het proces tegen de persoon die hij had aangesteld om tijdens zijn afwezigheid te waken over zijn bezittingen en zijn inkomsten. Deze bewindvoerder had tijdens de reis wel kunnen verhinderen dat de erfgenamen van Le Gentil zijn bezittingen in Normandië bemachtigden, maar veel inkomsten waren verloren gegaan.
Le Gentil beschreef zijn reis in Voyage dans les mers de l’Inde, gepubliceerd tussen 1779 en 1781. Resultaten van zijn andere onderzoek verschenen in de annalen van de Academie. Kort na zijn terugkeer trouwde hij. Hij stierf in 1792 op 67-jarige leeftijd.

## De reis van Le Gentil

### Naar de eerste Venusovergang
Het eerste deel van de reis naar de Indische Oceaan ging via Kaap de Goede Hoop naar Isle de France, het huidige eiland Mauritius. Daar kwam Le Gentil aan op 10 juli 1760. Het was de bedoeling om van daaruit mee te varen met een of ander schip naar de Franse kolonie Pondicherry aan de Zuidoostkust van Indië. Maar ondertussen was er in Indië oorlog uitgebroken tussen Engeland en Frankrijk en voorlopig waren er geen schepen die de overtocht maakten. Le Gentil wachtte de hele zomer en herfst en in het voorjaar van 1761 maakte hij zich op om zich aan te sluiten bij zijn collega Alexandre Guy Pingré, die de Venusovergang zou observeren vanop het nabijgelegen eiland Rodrigues. In februari 1761 arriveerde op Isle de France echter een Frans fregat met belangrijk nieuws voor Indië, zodat de gouverneur alsnog besloot een oorlogsschip uit te rusten om naar de kust van Coromandel te varen. Men verzekerde Le Gentil dat een fregat zoals de Sylphide de overtocht kon maken in twee maanden, ook al waren de moessonwinden in dit seizoen niet gunstig.
Op 11 maart 1761 vertrok het fregat met Le Gentil naar het Isle de Bourbon, thans Réunion, vanwaar het vertrok op 23 maart naar de kust van Coromandel. Toen het schip het moessongebied binnenkwam hadden ze echter geen gunstige wind meer. De noordoostmoesson blies het schip in de verkeerde richting zodat dit bleef ronddobberen in de Arabische Zee. In Mahé aan de kust bij Malabar vernam de bemanning op 24 mei dat Pondicherry nu in Engelse handen was, en dus niet langer geschikt als observatieplaats voor Le Gentil. Tot ergernis van Le Gentil besloot men nu niet langer te proberen om de kust van Coromandel te bereiken, maar terug te varen naar Isle de France. Na een kort oponthoud in Point de Galle in Ceylon (thans Sri Lanka) vertrok het schip op 30 mei en kwam dankzij de gunstige wind opnieuw aan in Isle de France op 23 juni 1761. Tijdens de Venusovergang op 6 juni 1761 bevond Le Gentil zich dus op zee, waar hij de transit wel kon waarnemen maar niet met wetenschappelijke accuratesse kon observeren.

### Verblijf op Isle de France
Le Gentil besloot toen om wetenschappelijke gegevens te verzamelen van de plaatsen die hij van hieruit kon bezoeken. Een accurate kaart maken van de oostkust van Madagaskar en het bepalen van breedte- en lengtegraden van de bezochte plaatsen bezorgde hem enige compensatie. Bovendien zou dit werk verschillende jaren in beslag nemen, zodat hij nuttig bezig kon zijn in afwachting van de volgende Venusovergang in 1769. Dit was in alle geval de laatste kans voor astronomen van zijn generatie om dit verschijnsel nog te kunnen waarnemen, aangezien de volgende transit pas plaats zou vinden in 1874.
Le Gentil maakte verschillende excursies naar Madagaskar en het Isle de Bourbon. Hij bestudeerde op de bezochte plaatsen de gewoonten van de inwoners, de planten en de dieren. Ondertussen begon Le Gentil plannen te maken voor zijn waarnemingen van de volgende Venusovergang. Uit zijn berekeningen bleek uiteindelijk Manilla de beste plek te zijn voor zijn observaties. Terwijl hij uitzocht hoe hij daar kon geraken, legde onverwacht op Isle de France het Spaanse oorlogsschip Bon Conseil aan, dat op weg was van Cádiz rechtstreeks naar Manilla. De kapitein ging ermee akkoord om Le Gentil mee te nemen naar Manilla.

### Naar de tweede Venusovergang

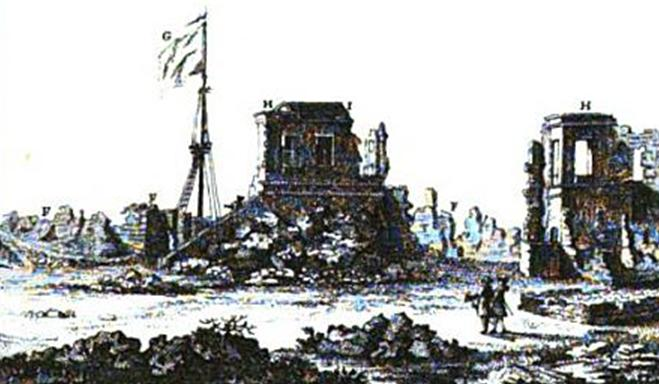
Ruïnes van Le Gentils observatorium in Pondicherry

Op 1 mei 1766 verliet Le Gentil, naar hij hoopte voorgoed, het Isle de France op weg naar Manilla waar hij op 10 augustus aankwam. Daar begon hij aan de voorbereidingen voor zijn observaties, maar besloot uiteindelijk toch weer te vertrekken. Vooral de houding van de Spaanse gouverneur gaf de doorslag. Le Gentil had voor zijn vertrek naar Manilla naar Frankrijk geschreven om aanbevelingsbrieven, ontving die al op 10 juli 1767, wat zeer snel was voor die tijd, maar door de gouverneur werden ze daarom als vervalsingen beschouwd. Le Gentil vreesde voor zijn arrestatie en ging in op de suggestie van sommige leden van de Academie dat uiteindelijk Pondicherry, opnieuw in Franse handen, betere kansen bood om de Venusovergang te kunnen observeren.
Op 2 februari 1768 vertrok Le Gentil met een zwaar geladen Portugees vrachtschip, maar dit moest enkele dagen later al terugkeren naar Manilla. Na een nieuwe poging bereikte hij op 18 februari Malacca en ten slotte Pondicherry op 27 maart 1768. De gouverneur gaf onmiddellijk opdracht om een observatiepost op te bouwen, vanwaar Le Gentil de nodige voorbereidingen kon treffen voor zijn astronomische waarnemingen. Op 11 juni kon Le Gentil er zijn intrek in nemen. In afwachting van de Venusovergang bestudeerde hij ook de plaatselijke gebruiken en onder meer ook de Indische astronomie. Een jaar later wachtte Le Gentil gespannen op de Venusovergang. In de maand mei 1769 tot en met 3 juni was het weer uitstekend geweest. De transit zou in Pondicherry zichtbaar zijn in de nacht van 3 op 4 juni. ’s Ochtends op 4 juni trok de hemel echter dicht. Het weer klaarde pas op nadat Venus de zonneschijf gepasseerd was. Le Gentil kon enkele weken lang niet werken noch verslag uitbrengen aan de Franse Academie over deze gemiste observatie.

### Terugkeer naar Frankrijk
De maanden die daarop volgden werd Le Gentil herhaaldelijk ziek, zodat hij verschillende kansen om terug te keren niet kon benutten. Uiteindelijk scheepte hij op 1 maart 1770 in op de Dauphin en kwam op 16 april aan op Isle de France. Le Gentil was echter nog steeds ziek en kon de reis niet verderzetten. Zeven maanden later was hij voldoende opgeknapt en op 19 november 1770 vertrok hij met de Indian. De volgende dag bereikte dit schip het Isle de Bourbon, maar het werd daar getroffen door een orkaan waardoor het schip veel schade opliep. Na herstel liep het schip op 1 januari 1771 opnieuw Isle de France binnen. Het zag er niet naar uit dat Le Gentil nog snel van dit eiland zou kunnen weg geraken, toen enkele Franse schepen weigerden hem mee te nemen. Ondertussen vernam hij dat zijn erfgenamen in Frankrijk het gerucht verspreidden dat hij dood zou zijn en naar een middel zochten om beslag te kunnen leggen op zijn eigendommen.
Le Gentil kon op 30 maart 1771 meevaren met het Spaans fregat Astrée richting Cádiz. Het ronden van de Kaap de Goede Hoop nam vanwege het stormweer bijna twee weken in beslag. Het schip bereikte ten slotte Cádiz op 1 augustus 1771, waar Le Gentil nog een maand verbleef om uit te rusten en vanwege de grote hitte. Daarna vertrok hij over land via Madrid en Pamplona, naar Frankrijk, waar hij op 8 oktober 1771 na de oversteek van de Pyreneeën aankomt.

## Naar hem vernoemd
- Le gentil, maankrater van 128 km doorsnede.

## Le Gentil als inspiratiebron
- De Canadese schrijfster Maureen Hunter (1948) schreef in 1992 een theaterstuk Transit of Venus gebaseerd op een geromantiseerde versie van het leven van Le Gentil. Ze schreef ook het libretto voor een gelijknamige opera gecomponeerd door Victor Davies die in november 2007 in wereldpremière ging in de Manitoba Opera in Winnipeg.
- De Franse astrofysicus Jean-Pierre Luminet (1951) schreef in 1999 de historische roman Le rendez-vous de Vénus, waarin de drie Franse wetenschappers die op zoek gaan naar de Venusovergang, Lalande, de Chappe en Le Gentil, ook opgevoerd worden als rivalen voor de "aardse" Venus, de Franse astronome Nicole-Reine Etable de la Briere Hortense Lepaute (1723-1788). Luminet kwam naar eigen zeggen op het idee voor zijn roman door de Hortensia, een bloem die volgens een van de circulerende hypotheses door Le Gentil van Manilla was meegebracht. Le Gentil zou die ter ere van Mevrouw Lepaute eerst "Pautia" genoemd hebben, later "Hortensia".[2]

## Werken
- Voyage dans les mers de l’Inde, fait par ordre du Roi à l'occasion du passage de Vénus sur le disque du soleil le 6 juin 1761 et le 3 du mème mois 1769, Paris, Imprimerie Royale, 1779-1781. Online.
  - In het eerste deel behandelt Le Gentil gewoonten en gebruiken van de Indische bevolking aan de kust van Coromandel; de religie; en de astronomie, meer bepaald zoals bekend bij de Brahmanen. Hij vergelijkt de Indische astronomie met de astronomie van de oude Chaldeeën.
  - In het tweede deel beschrijft hij de astronomische en natuurkundige observaties die hij verrichtte in Pondicherry. Daarbij onder meer de bepalingen van lengte- en breedtegraad; observaties met betrekking tot de atmosferische refracties en de komeet die hij observeerde in 1769.
  - In het supplement gaat hij in op de moessons en op de vaarroutes tussen de verschillende gebieden die hij bezocht.

- Biblioteca Nacional de España: XX1677844
- Bibliothèque nationale de France: cb12151459n (data)
- Gemeinsame Normdatei: 100188265
- International Standard Name Identifier: 0000 0001 2131 9596
- Library of Congress Control Number: n2019027017
- Nationale Bibliotheek van Israël: 987012500992005171
- Système universitaire de documentation: 030010314
- Virtual International Authority File: 49263600